# Johan van Hachberg
Johan (Hans) van Hachberg (overleden in 1409) was van 1386 tot 1409 samen met zijn broer Hesso markgraaf van Baden-Hachberg. Hij behoorde tot het huis Baden.

## Levensloop
Johan, ook Hans genoemd, was de tweede zoon van markgraaf Hendrik IV van Baden-Hachberg en Anna van Üsenberg.
Na de dood van zijn oudere broer Otto I in 1386, erfden Johan en zijn broer Hesso het markgraafschap Baden-Hachberg. In 1389 verdeelden beide broers hun regeringsgebied onderling, waarbij hij de helft van het markgraafschap Hachberg en een geldcompensatie kreeg. In 1409 stierf hij, ongehuwd en kinderloos. Na zijn dood herenigde zijn broer Hesso het markgraafschap Baden-Hachberg.